# Circumscripcions electorals d'Islàndia

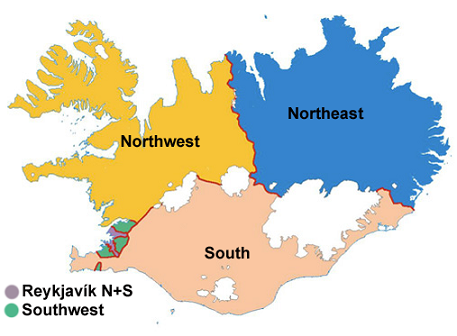
Circumscripcions electorals.

Islàndia està dividida en 6 circumscripcions electorals amb l'objectiu de seleccionar els representants al parlament islandès (Alþingi).

## Història
La divisió actual va ser establerta per una esmena constitucional de 1999 en un intent d'equilibrar el pes dels diferents districtes del país, on els votants dels districtes rurals tenien una major representació que els electors de la ciutat de Reykjavík i els seus suburbis. La nova divisió està formada per tres circumscripcions rurals (Nord-Occidental, Nord-Oriental i Sud) i tres circumscripcions de la ciutat (Reykjavík Nord, Reykjavík Sud i Sud-Occidental). El desequilibri de vots entre ciutats i districtes rurals encara existeix, però hi ha una disposició en la llei electoral que estableix que si el nombre de vots per seient al parlament en una circumscripció electoral és inferior a la meitat del que es troba en qualsevol altra circumscripció electoral, es transferirà un seient entre ells. Això s'ha produït i, a partir de les eleccions del 2007, un seient va ser transferit del districte Nord-Occidental al del Sud-Occidental.

## Composició
Les circumscripcions electorals són les següents (el nombre indica el nombre de representants per a cada circumscripció electoral):
| Circumscripció electoral   | Nom en català   | Representants |
| Reykjavíkurkjördæmi norður | Reykjavík Nord  | 11            |
| Reykjavíkurkjördæmi suður  | Reykjavík Sud   | 11            |
| Norðvesturkjördæmi         | Nord-Occidental | 9             |
| Norðausturkjördæmi         | Nord-Oriental   | 10            |
| Suðurkjördæmi              | Sud             | 10            |
| Suðvesturkjördæmi          | Sud-Occidental  | 12            |